# Nicolas Djomo Lola
Nicolas Djomo Lola (Lushimapenge, República Democrática do Congo, 3 de julho de 1944) é um clérigo congolês e bispo católico romano emérito de Tshumbe.
Nicolas Djomo Lola recebeu o Sacramento da Ordem em 20 de agosto de 1972 para a Diocese de Tshumbe.
Em 20 de maio de 1997, o Papa João Paulo II nomeou Djomo Lola como Bispo de Tshumbe. O núncio apostólico na República Democrática do Congo, Dom Faustino Sainz Muñoz, o consagrou em 9 de novembro do mesmo ano; Os co-consagradores foram o Arcebispo de Kananga, Godefroid Mukeng'a Kalond CICM, e o Bispo de Kindu, Paul Mambe Mukanga.
Em 11 de junho de 2022, o Papa Francisco aceitou sua aposentadoria por motivos de idade.